# Harald Mores

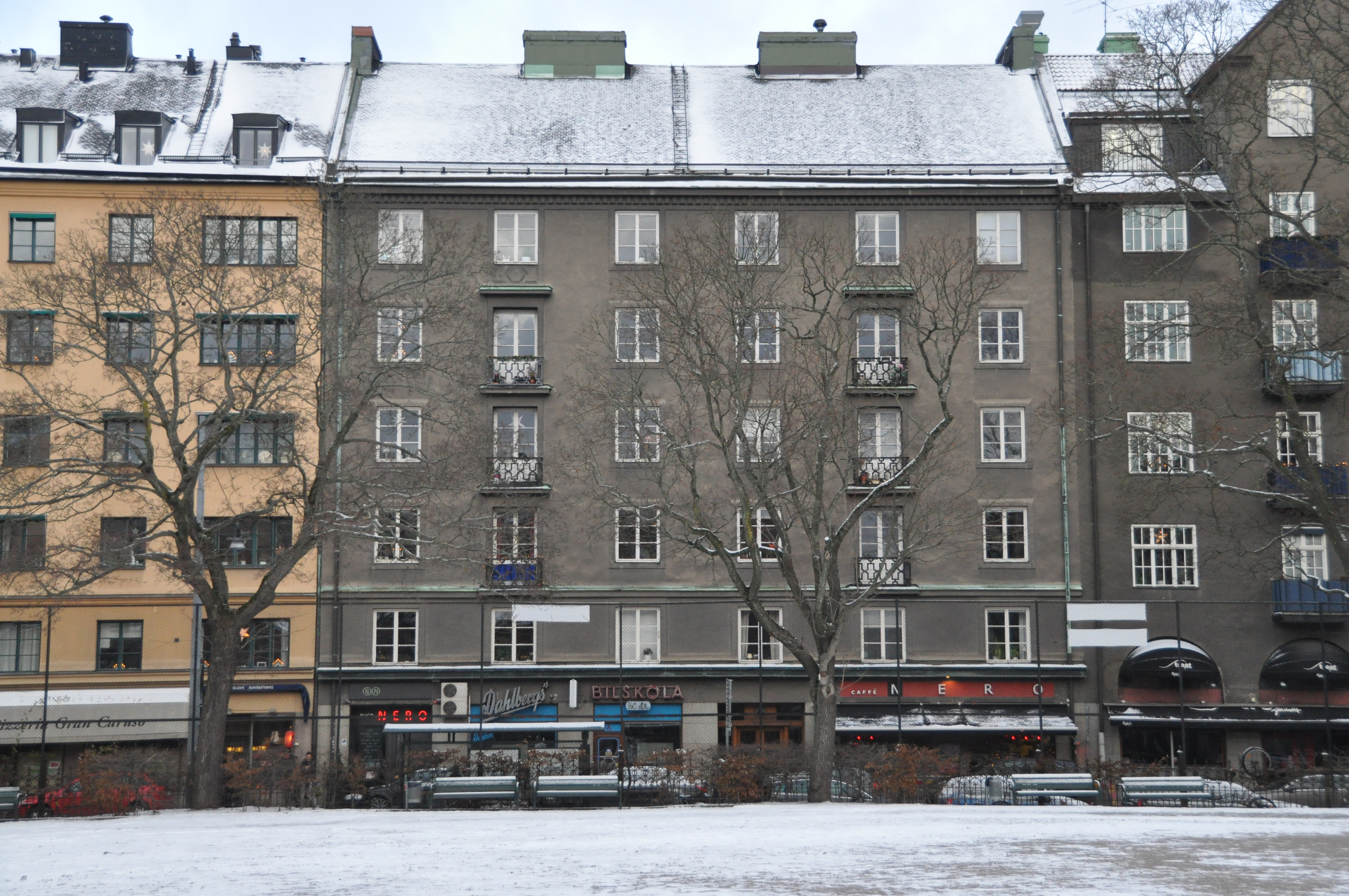
Roslagsgatan 4, Stockholm, 1929-31

Klas Harald Mores, född 22 maj 1886 i Grangärde, död 13 juli 1969 i Stockholm, var en svensk arkitekt.
Mores praktiserade 1906-1908 hos Magnus Dahlander i Örebro innan han 1908-1911 studerade  vid Kungliga Tekniska Högskolan i Stockholm. Därefter praktiserade han hos Järnvägsstyrelsens banbyrå 1911-1917. Han var anställd hos Isak Gustaf Clason i Stockholm 1917-1919 och vidare på den stora arkitektbyrån Höög & Morssing 1919-1921. Han drev egen verksamhet i huvudstaden.
Mores var lärare vid Stockholms tekniska institut i Stockholm 1922-1924 och från 1924 vid Stockholms tekniska institut.